# Lydiard Tregoze
Lydiard Tregoze è un piccolo villaggio e una parrocchia civile della contea del Wiltshire che si trova sul confine occidentale del distretto di Swindon nel Sud Ovest dell'Inghilterra, Regno Unito. 

## Geografia fisica

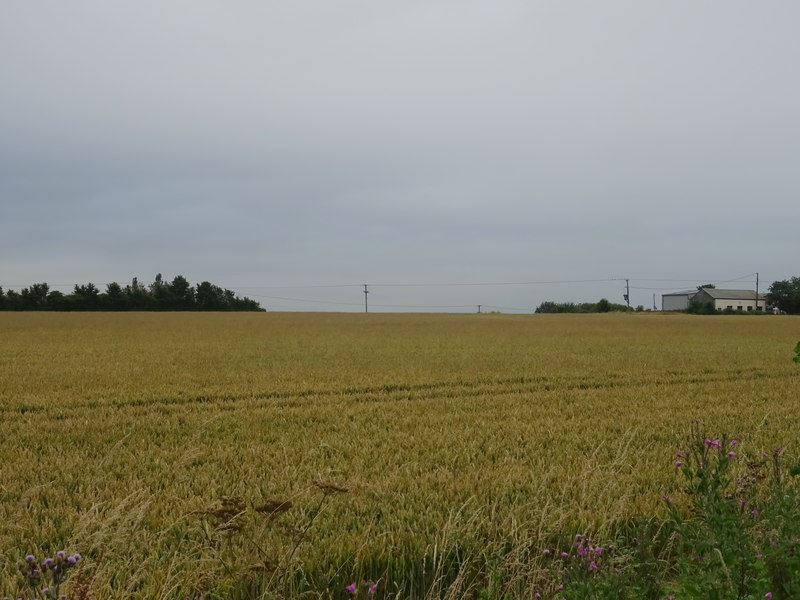
Appezzamenti coltivati a cereali nel territorio della parrocchia civile

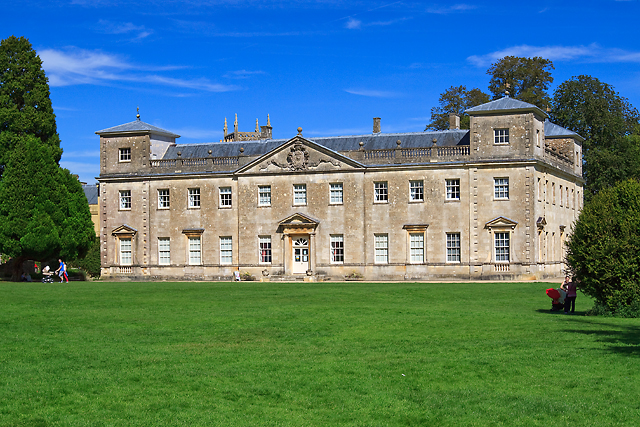
Lydiard House con il Lydiard Park

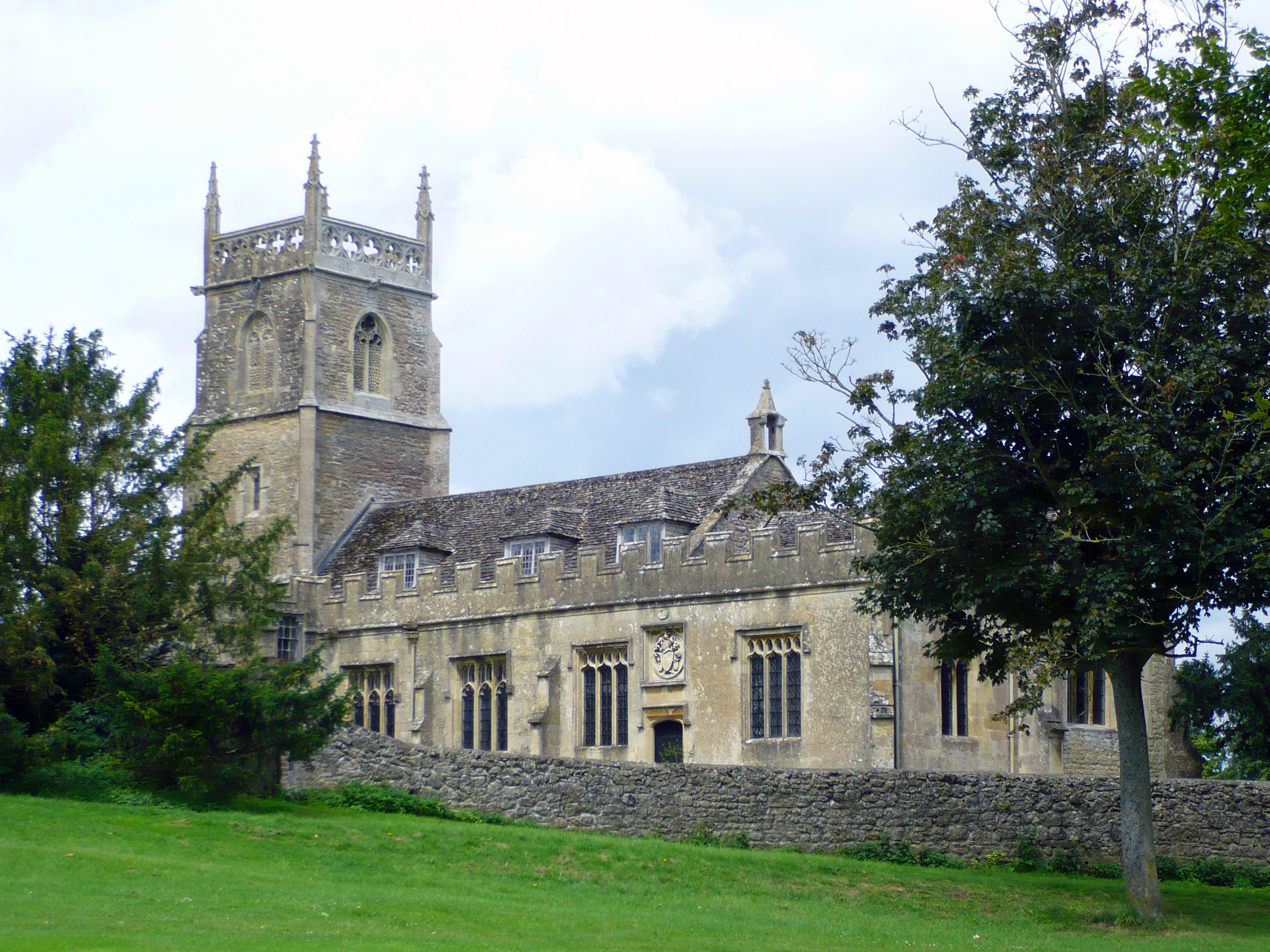
Chiesa di Santa Maria a Lydiard Tregoze

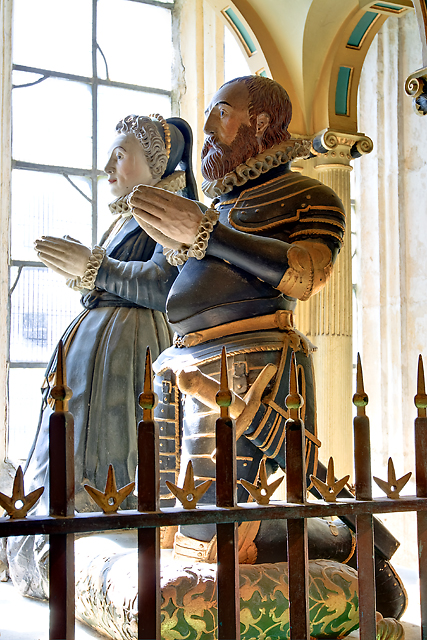
Monumento a Nicholas St John nella chiesa di Santa Maria

### Territorio
Il territorio della parrocchia civile di Lydiard Tregoze è di grande estensione e il terreno è principalmente a pascolo, con circa 350 acri di bosco. Occupa una superficie di 16.01 km² con un livello medio sul mare di 117 metri con una forma, vista sulla mappa, ad una specie di triangolo con i lati concavi o una forma a T. La parte superiore della T a settentrione si estende da est a ovest, e il tronco della T si estende per circa 4 miglia da nord a sud. L'angolo nord-orientale della parrocchia confina a occidente col distretto di Swindon. Nel 1951 l'area della parrocchia era di 5.316 acri. Il confine meridionale della parrocchia, anche dopo che la confusione della fine del XIX secolo fu chiarita, rimane notevolmente irregolare, senza dubbio a causa dei trasferimenti di terreni tra i proprietari dei vari feudi. Per la maggior parte il terreno è un deposito sedimentario di argilla marina fossilifera che risale al tardo Giurassico e al Cretaceo inferiore ma più o meno al centro c'è un'area di rocce coralline, lunga circa 2 miglia. I calcari di Wheatley predominano all'estremità nord-orientale di questa zona ma il corallo ricopre la maggior parte del resto della superficie ed è stato estratto da varie piccole cave. Nell'estremo sud la parrocchia tocca appena la Lower Chalk Terrace delle Marlborough Downs. In genere il territorio è di pianura, il terreno difficilmente si eleva oltre i 400 piedi, ma a sud, dove raggiunge il Chalk, c'è una ripida salita fino a Basset Down fino a 600 piedi. Il confine settentrionale della parrocchia è caratterizzato da piccoli corsi d'acqua e un altro corso d'acqua che entra a nord fu sbarrato per formare il lago nel Lydiard Park. Sui terreni argillosi pesanti, in particolare verso il sud della parrocchia, vi sono profondi fossi di drenaggio che dividono i campi.

## Storia
Lydiard è menzionata nel Domesday Book del 1086 come un maniero appartenente ad Alfredo di Marlborough. Nel 1198 Sybil, moglie di Robert Tregoze, sceriffo del Wiltshire, ereditò il maniero. I nomi Lydiard e Tregoze furono uniti per distinguere la parrocchia dalla vicina Lydiard Millicent. Alfredo possedeva anche il castello di Ewias e terreni nell'Herefordshire ed è probabile che Lydiard passasse come il castello di Ewias ad Harold, figlio di Ralph, conte di Hereford. Harold possedeva sicuramente Lydiard attorno al 1100, poiché quell'anno cedette la chiesa locale all'abbazia di Gloucester. Gli successe un figlio, Robert di Ewias, che ebbe un figlio con lo stesso nome. Uno dei due Robert deteneva il feudo di Ewias nel 1166. Il giovane Robert di Ewias morì nel 1198 e il feudo passò alla sua seconda figlia, Sybil, moglie di Robert Tregoze, sceriffo del Wiltshire tra il 1191e il 1192. Fino alla fine del XIX secolo c'erano due parti separate della parrocchia, entrambe situate a sud a Wroughton. Una era la tenuta di Basset Down e l'altra era un campo di 18 acri, situato ancora più a sud. La situazione della tenuta di Basset Down portò a una certa confusione riguardo al confine e, di conseguenza, all'area esatta della parrocchia alla fine del XIX secolo. Nel 1831 e nel 1841 si diceva che l'area fosse di 5.930 acri. Tra il 1851 e il 1881 era indicata come 5.142 acri. Nel 1885, quando furono realizzate le prime mappe dell'Ordnance Survey per segnare i confini della parrocchia, si diceva che l'area fosse di 5.327 acri, inclusi i 18 acri staccati, ma escludendo Basset Down, che era mostrato come parte di Wroughton. Un'indagine condotta da una commissione del consiglio di governo locale nel 1899, tuttavia, scoprì che storicamente Basset Down apparteneva a Lydiard Tregoze e il confine fu ridisegnato nelle edizioni successive delle mappe per portare Basset Down all'interno della parrocchia di Lydiard Tregoze. Nel 1901, dopo che questa correzione era stata apportata, l'area era di 5.430 acri, inclusi ancora i 18 acri staccati a Wroughton. Nel 1928 la parrocchia perse 95 acri a est a favore del distretto di Swindon, riducendo così l'area a 5.335 acri.
I 18 acri staccati a Wroughton rappresentavano parte della terra che fino al 1660 era appartenuta alla tenuta chiamata Can Court. Quell'anno Richard Spenser di Quidhampton acquistò tre campi, chiamati Overfields e Croft, comprendenti 64 acri, dal proprietario di Can Court, poiché potevano essere coltivati più comodamente con Quidhampton. Questi campi poi apparentemente vennero uniti nella parrocchia di Wroughton, in cui si trova Quidhampton, ma un quarto campo di 18 acri, anch'esso appartenente a Can Court e non trasferito a Spenser, continuò a essere considerato una parte staccata di Lydiard Tregoze fino al 1934, quando anch'esso fu trasferito a Wroughton. Nel 1951 l'area della parrocchia era di 5.316 acri. Il confine meridionale della parrocchia, anche dopo che la confusione della fine del XIX secolo fu chiarita, rimane notevolmente irregolare, senza dubbio a causa dei trasferimenti di terreni tra i proprietari dei vari feudi. A metà del XVII secolo c'era una sorgente minerale a Lydiard chiamata "Antiock's Well" che un tempo era famosa per le sue proprietà miracolose e curative. Il sito esatto di questo pozzo non è più noto, ci sono, tuttavia, diverse possibili località, tra cui Toothill, dove, all'inizio del XIX secolo, fu trovata una piccola sorgente ferruginosa, a 42 piedi di profondità, mentre venivano realizzati i canali Wilts e Berks.
Il territorio rientrava nella foresta reale di Braydon durante la sua massima estensione nel XII secolo. Frith Copse, a nord della parrocchia, si trovava all'interno della foresta nel XIII secolo. Robert Tregoze aveva il suo parco all'interno della foresta attorno al 1256, e questo fu probabilmente ampliato nel 1270 quando fu concesso il permesso di recintare e riservare un bosco chiamato Shortgrove. Una mappa del 1700 circa mostra il bosco nell'angolo nord-occidentale di Lydiard Park diviso in tre parti distinte: Old Park Coppice, Park Coppice e New Coppice. Due strette piantagioni di alberi che costeggiavano la strada, a est di Hook Gate, erano chiamate Castle Break e Oak Plantation. Nel 1964 la parrocchia era ancora molto boscosa a nord-ovest, con numerosi boschetti, e una fitta fascia di alberi ricopriva i pendii di Basset Down a sud. Un cimitero pagano-sassone fu scoperto a Basset Down nel 1822. Ci sono stati anche alcuni ritrovamenti di epoca romana nella stessa regione.
Nel XIV secolo Lydiard Tregoze era divisa nelle tre decime separate di Lydiard Tregoze, Mannington e Midgehall. La prima presumibilmente copriva l'area più o meno a nord della parrocchia, la seconda le terre sul lato orientale e la terza quelle a ovest. Non ci sono dubbi che un tempo ci fosse un insediamento di villaggio nella decima di Lydiard Tregoze da qualche parte vicino alla chiesa parrocchiale, che contiene tracce di lavori del XIII secolo. Probabilmente il sentiero, invaso dalla vegetazione e in disuso nel 1964, un tempo vialetto di accesso a Lydiard Park e appena a sud del vialetto che ci è pervenuto, segna la linea di un'ex strada del villaggio, che conduceva alla chiesa. Le valutazioni fiscali effettuate nel XIV secolo mostrano che Lydiard Tregoze era allora una decima più popolosa di Midgehall o Mannington, e nel XVI secolo c'erano più contribuenti a Lydiard Tregoze che a Midgehall. Ma in un secondo momento la decima di Lydiard Tregoze scompare ed emerge una decima di Hook, il che suggerisce forse uno spostamento della popolazione in quell'area e uno spopolamento dell'area attorno alla chiesa. Hook e Midgehall erano le due decime in cui la parrocchia era divisa nel XIX secolo. Non è stato trovato alcun riferimento a Mannington come decima dopo il XIV secolo, ma poiché la maggior parte delle terre che comprendevano la decima furono acquisite dalla Charterhouse nel XVII secolo, mantennero un'identità collettiva ed erano note come terre della Charterhouse.

## Monumenti e luoghi d'interesse
Ci sono vari edifici storici e altri siti d'interesse nel territorio di Lydiard Tregoze. 
- Chiesa di Santa Maria (in inglese St. Mary's Church). La chiesa parrocchiale anglicana risale all'epoca sassone quando il maniero di Lydiard faceva parte di una grande proprietà terriera incentrata nell'Herefordshire. Nel 1100 Harold, capo della baronia di Ewyas, dotò una chiesa a Lydiard ed è molto probabile che la navata della chiesa attuale si trovi nello stesso sito e nelle stesse dimensioni di quella dell'edificio precedente. Dopo la conquista normanna, nel 1066, questo grande complesso di tenute con a capo il castello di Ewias, entrò in possesso di Alfredo di Marlborough. Il fonte battesimale in pietra, la più antica caratteristica sopravvissuta della chiesa, risale a questo periodo e potrebbe aver sostituito una precedente vasca di legno. Nelle vicinanze, sotto una finestra nella navata nord, si possono vedere tracce di una porta bloccata. La porta era nota come Porta del diavolo. Nel Medioevo veniva lasciata aperta durante i battesimi in modo che gli spiriti maligni che si pensava fossero nel bambino prima del battesimo potessero fuoriuscire. Malgrado queste superstizioni associate alla scomparsa della porta il fonte battesimale è stato utilizzato ininterrottamente per il battesimo di neonati, bambini e adulti per circa 800 anni. Nel Medioevo la maggior parte della congregazione sarebbe stata analfabeta e gli affreschi servivano come aiuti visivi dai colori vivaci per insegnare la fede. L'English Heritage ha inserito dal 17 gennaio 1955 la chiesa di Santa Maria tra gli edifici storici come monumento classificato di prima categoria col numero 1023470. La chiesa appartiene alla diocesi di Bristol.[9][10][11][8]
- Mannington Manor.[4]
- Lydiard Park. Vista da sud Lydiard Park sembra una casa monumentale del XVIII secolo. Costruita in pietra di Bath, la facciata sud-occidentale ha due piani e undici campate. Le tre campate centrali sporgono leggermente e quelle alle estremità sono rialzate di un piano in più per formare due torri con tetti piramidali. Tra le torri corre una balaustra ornamentale in pietra, interrotta da un grande frontone centrale. Nel timpano c'è un cartiglio scolpito con lo stemma di San Giovanni con uno scudo di Furnese. Anche la porta d'ingresso e due delle finestre del piano terra sono dotate di frontone. La facciata sud-orientale ha un design simile ma senza il fulcro centrale con frontone. Un'iscrizione nelle soffitte della casa registra che fu ricostruita nel 1743 da John, visconte St. John, che sposò Anne Furnese, una ricca ereditiera. Ma in realtà la casa fu solo in parte ristrutturata a questa data, come si vede immediatamente guardandola dal retro, dove sono visibili edifici di varie date precedenti. Un piccolo disegno della casa com'era nel 1700 circa, unito all'esame della struttura interna, conferma che era così e che la ristrutturazione fu applicata a una casa con una pianta sostanzialmente tardo-medievale, che era stata ampiamente modificata e ampliata nel XVII secolo. La casa originale consisteva in un blocco centrale con passaggio schermato fiancheggiato da una cucina sporgente e da ali solari rispettivamente a ovest e a est. Piccole aggiunte a entrambe le estremità della casa per ampliare le due ali furono apparentemente fatte nel XVII secolo e nello stesso secolo i quartieri della cucina furono ulteriormente estesi da una serie di edifici sul retro. Verso il 1700 circa c'era anche una sostanziale ala di servizio che correva verso sud-ovest dal lato ovest della casa. Questa è completamente scomparsa. Nel 1743, costruendo una nuova facciata a sud-ovest, che riempì la parte centrale incassata della casa precedente, Sir John St. John realizzò un ingresso molto più grandioso e una sala più ampia. La sala si eleva per un piano e mezzo, così che le tre finestre centrali sopra di essa non hanno altra funzione se non quella di completare la regolarità della facciata. Aggiungendo una nuova facciata a sud-est nello stesso stile, Sir John si assicurò che la sua casa, vista dal parco, avesse tutto l'aspetto di un edificio nello stile classico del suo tempo. Il nome dell'architetto di Sir John è sconosciuto, anche se è stato suggerito Roger Morris. L'unica aggiunta apportata alla casa dal 1743 è un'ala cucina a ovest, costruita a metà del XIX secolo. Negli anni '60 questa è stata convertita in alloggi per dormire in vista dell'uso di Lydiard Park come centro conferenze. L'English Heritage ha inserito dal 31 agosto 1987 la struttura tra gli edifici storici come monumento classificato di seconda categoria col numero 1001238.[12][4]

## Geografia antropica

### Urbanistica
Hay Lane, che per circa due miglia forma il confine della parrocchia tra Lydiard e Wroughton, fa parte di un percorso preistorico nord-sud che corre tra Cirencester e Avebury. È senza dubbio la strada chiamata "Saltharpesweye" e conosciuta come "l'antica strada" nel XIV secolo. La strada principale tra Swindon e Wootton Bassett, che attraversa la parrocchia da est a ovest, è stata trasformata in strada a pedaggio tra il 1751 e il 1775. Una mappa del 1773 mostra che solo alcune sezioni dell'attuale percorso erano carreggiate all'epoca, e parte di essa non era recintata. Il tratto che corre tra le svolte per Blagrove e Upper Studley Farms potrebbe essere stato realizzato nel 1790-1791 in base a una legge di quell'anno per modificare e migliorare il percorso tra Swindon e Wootton Bassett e oltre. Questo tratto di strada non è segnato sulla mappa del 1766 e a quella data la strada presa da Lydiard Park a Swindon correva a nord della strada attuale ed era nota come "My Lord's Coachway". La strada da Cricklade a Wootton Bassett che correva da nord a sud attraverso la parrocchia fu trasformata in autostrada tra il 1776 e il 1800. L'unica altra strada nella parrocchia è quella che corre verso est da Hook. Nel 1766 il tratto a est di Lower Marsh era chiamato Almshouse Lane e un tratto a est oltre questo era Park Lane. 
Nel XX secolo non c'è un centro di insediamento immediatamente evidente nella parrocchia e l'isolamento della chiesa parrocchiale all'interno di Lydiard Park sottolinea il fatto che la parrocchia non ha un vero nucleo di villaggio. Solo a Hook si raggruppano le case e si trovano lungo la strada principale tra Wootton Bassett e Cricklade e per un breve tratto lungo Hook Street. Qui si trovano la scuola, la cappella metodista, l'ufficio postale, un pub e alcune case popolari costruite dopo la seconda guerra mondiale. Circa un miglio lungo Hook Street i bordi erbosi si allargano per formare aree verdi su entrambi i lati della strada. Questa zona era conosciuta nel XVIII secolo come Lower Marsh e alcuni cottage costeggiavano l'area verde sul lato sud. A parte questo piccolo insediamento a Hook, la parrocchia è composta da un discreto numero di fattorie sparse di medie dimensioni e da Lydiard Park, che si trova a nord della parrocchia. La ferrovia Great Western e il canale Wilts e Berks attraversano la parrocchia.

### Suddivisioni amministrative
Lydiard Tregoze è una parrocchia civile nel Wiltshire, Inghilterra, che comprende i Villaggi di Lydiard Tregoze e di Hook con le frazioni di Hook Street e Ballard's Ash.

## Economia
La principale attività economica nella parrocchia è sempre stata l'agricoltura. Verso la fine del XIV secolo, lino e panni di lana furono rubati da una casa a Midgehall, il che suggerisce una possibile connessione con il commercio di tessuti ma non è stata trovata nessun'altra prova di un interesse per questo commercio. Dopo la costruzione del canale Wilts e Berks. attraverso la parrocchia nel 1804 circa, fu costruito un molo a Hay Lane ma era molto piccolo e non avrebbe mai potuto essere molto trafficato. Il molo sembra essere stato importante principalmente per il pub costruito accanto che attraeva solo alcuni clienti giudicati indesiderabili. Nel XX secolo la vicinanza di Swindon ha fornito alla parrocchia ampie opportunità di lavoro e, nonostante ciò, la parrocchia è stata molto poco edificata. La più antica fattoria sopravvissuta si riferisce alla tenuta che Henry Tyeys deteneva per i signori del maniero della capitale all'inizio del XIV secolo. Nel 1307 circa si diceva che ci fossero 40 acri di terreno arabile nel demanio, così come 5 acri di diversi prati.